# Johann Christian Bechler

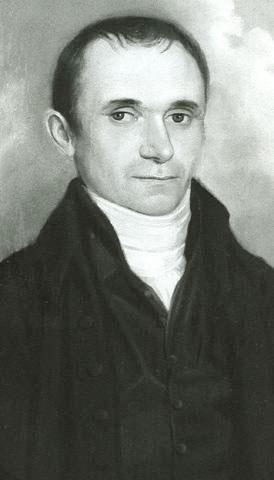
Johann Christian Bechler (um 1835)

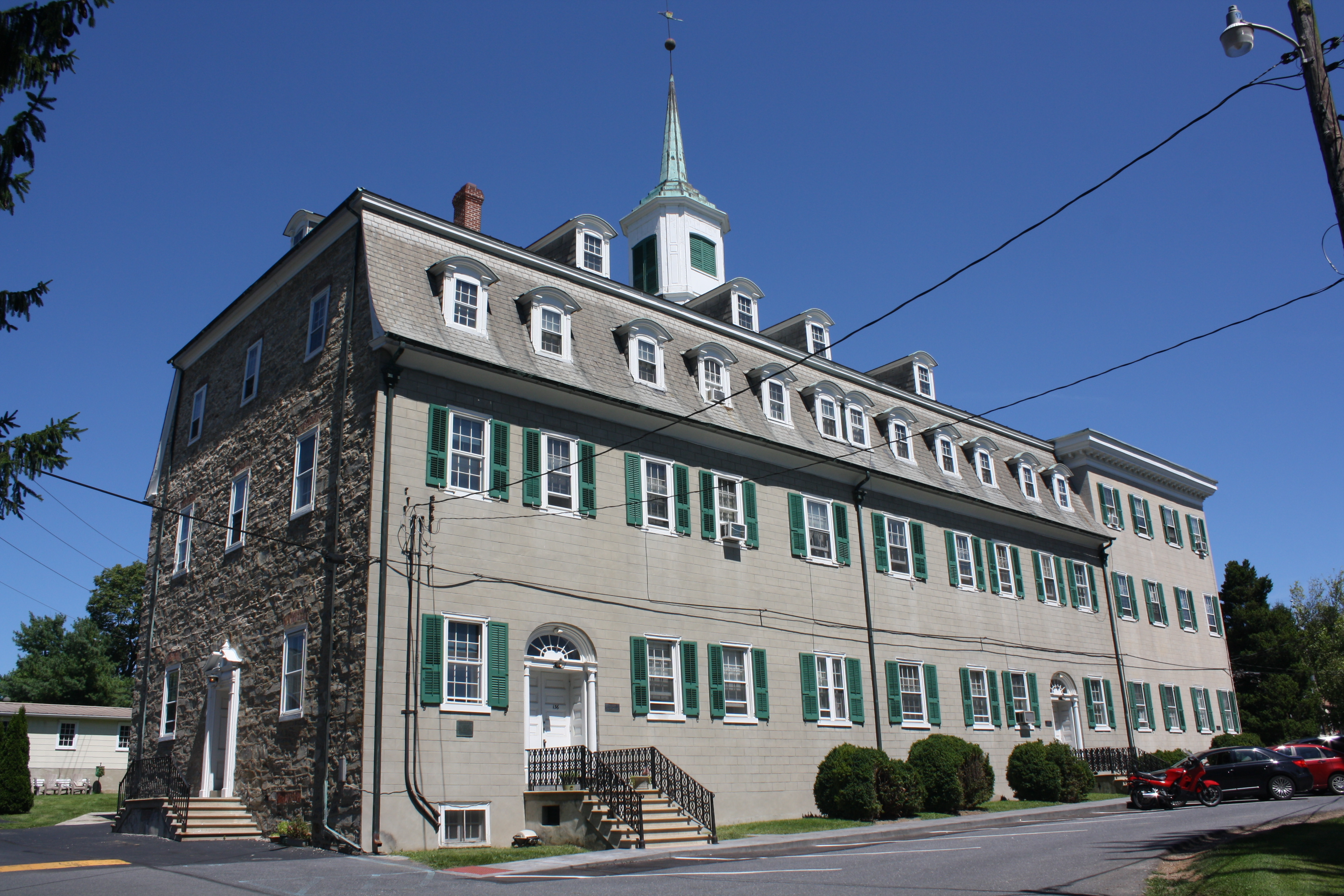
Nazareth Hall

Johann Christian Bechler, auch John Christian Bechler (* 7. Januar 1784 in Korropä auf Oesel, Gouvernement Livland; † 18. April 1857 in Herrnhut) war ein Bischof der Herrnhuter Brüdergemeine und Komponist.

## Leben
Johann Christian Bechler war ein Sohn des Gutspächters Johann Gottlieb Bechler und seiner Fau Martha Beate, geb. Lund. Nach dem frühen Tod der Mutter brachte ihn der Vater 1791 auf das Internat der Brüdergemeine in Niesky. Zu Michaelis 1795 wurde er an das Pädagogium in Barby versetzt, und anschließend kam er zurück nach Niesky, um hier das Seminar zu besuchen, das er Michaelis 1804 abschloss.
Die Unitäts-Ältesten-Conferenz berief ihn zum Lehrer am Pädagogium der Unität in Barby. Im April 1806 erhielt er den Auftrag, als Lehrer an der Pensions-Knäbchen-Anstalt nach Nazareth (Pennsylvania) zu gehen. Am 8. Juli 1806 reiste er von Hamburg über den Atlantik nach Philadelphia und von da über Bethlehem (Pennsylvania) nach Nazareth, wo er am 18. September eintraf.
1812 wurde er Pastor der Brüdergemeine in Philadelphia. Vor Antritt des Amtes heiratete er Auguste Henriette, geb. Cunow. Im Herbst 1813 folgte er einem Ruf nach Staten Island, wo er vier Jahre blieb. Ab Herbst 1817 war er Inspektor des Internats in Nazareth.
Von 1822 bis 1829 wirkte als Prediger in Lititz und eine Zeit lang auch als Inspektor der dortigen Mädchenanstalt (heute Linden Hall). 1829 erfolgte seine Berufung nach Salem in der Wachau (Winston-Salem) zum Pastor und in das Präsidium in der Provinzial-Helfer-Konferenz. 1832 unternahm er eine Visitationsreise nach Hope (Indiana). Am 17. Mai 1835 wurde er in Lititz zum Bischof der Brüdergemeine geweiht.

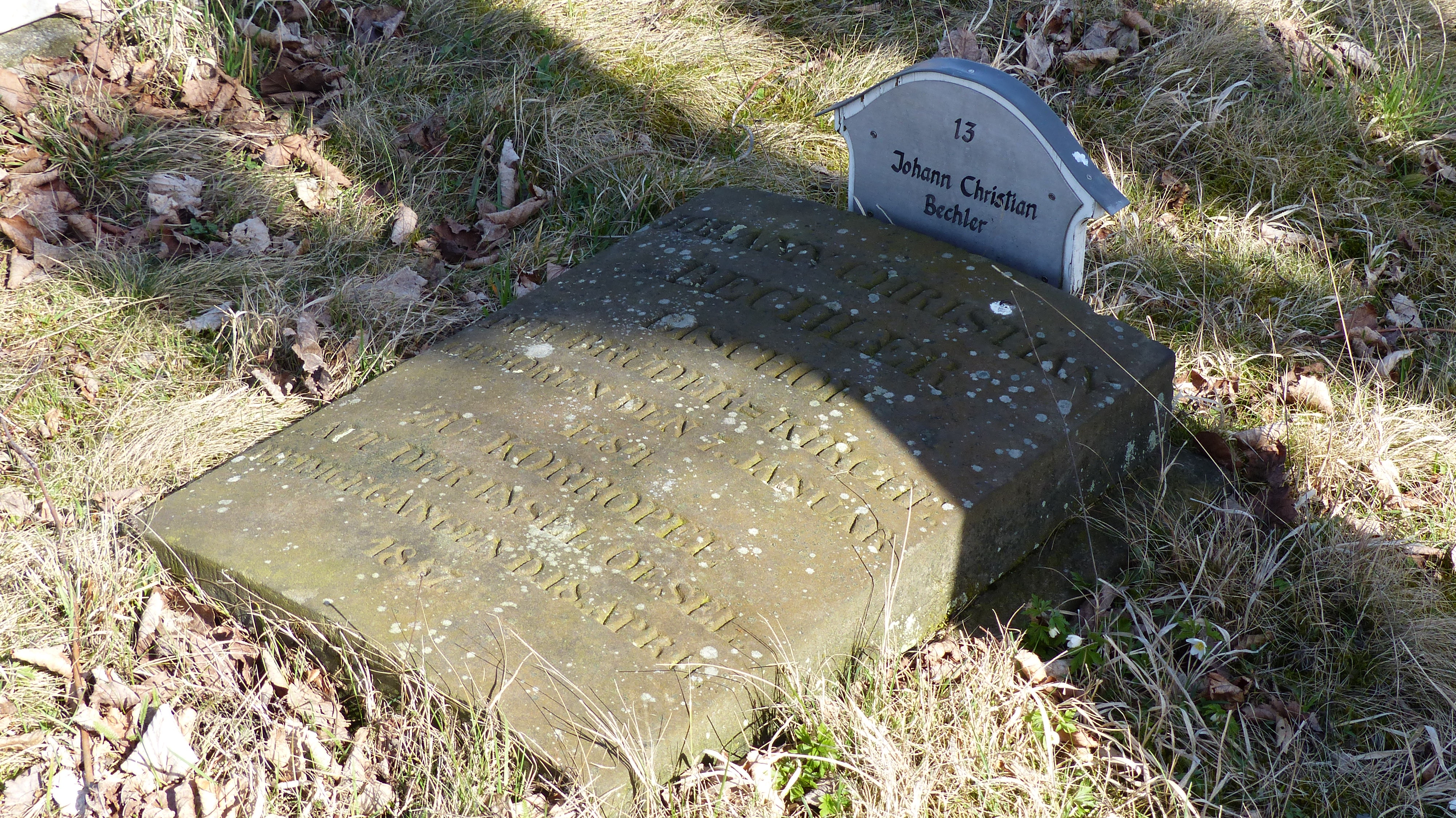
Grab von Johann Christian Bechler in Herrnhut

Im Zusammenhang mit der Teilnahme an der Synode der Brüdergemeine 1836 reiste die Familie nach Herrnhut. Hier erreichte ihn der Ruf, nach Sarepta (Wolgograd) zu gehen. in Sarepta wirkte er bis zur Synode 1848. Danach zog er zu seinem Sohn nach Zeist und wurde für vier Jahre Pastor der dortigen Gemeinde. Nach kurzer Tätigkeit in Böhmisch-Rixdorf erbat er 1852 seinen Ruhestand, den er in Herrnhut verlebte.
Bechler gilt als ein typisches Beispiel für die transnationalen Berufswege im pastoralen und bischöflichen Dienst der Brüdergemeine.
Bechlers Passion war die Musik. Er komponierte und arrangierte zahlreiche Werke für den gottesdienstlichen Gebrauch, die bis heute bekannt sind. Seine bekannteste Komposition ist das Kirchenlied Sing Hallelujah, Praise the Lord. Während seiner Zeit in den USA entstanden 30 Chorstücke mit Instrumentalbegleitung, Sätze liturgischer Stücke, Choräle, Ariettas mit Klavierbegleitung und eine Suite für Holzblasinstrumente.